# 失能开关
失能开关，在部分行业中音译为呆德曼，是一种当操作人员由于擅离职守、分神、睡着、失去意识、死亡等原因无法有效控制设备时，能自动开启或关闭的开关。失能开关最初仅指作用于车辆或者机器的开关，后来也延伸至计算机软件等领域中类似的机制。
失能开关一般作为失效安全的一种形式，用于在发生事故、故障或错误使用而无人操作时，停止机器以避免可能发生的危险。失能开关通常应用于机车、飞机加油、货运电梯、割草机、拖车、水上電單車、舷外马达、链锯、吹雪机、跑步機、雪地车、游乐设施和许多醫學影像设备。在一些机器上，失能开关仅使机器进入安全状态，比如减小油门到慢车、怠速或制动状态，机器仍继续运转，可以在重新建立操控时恢复正常控制。

## 铁路安全

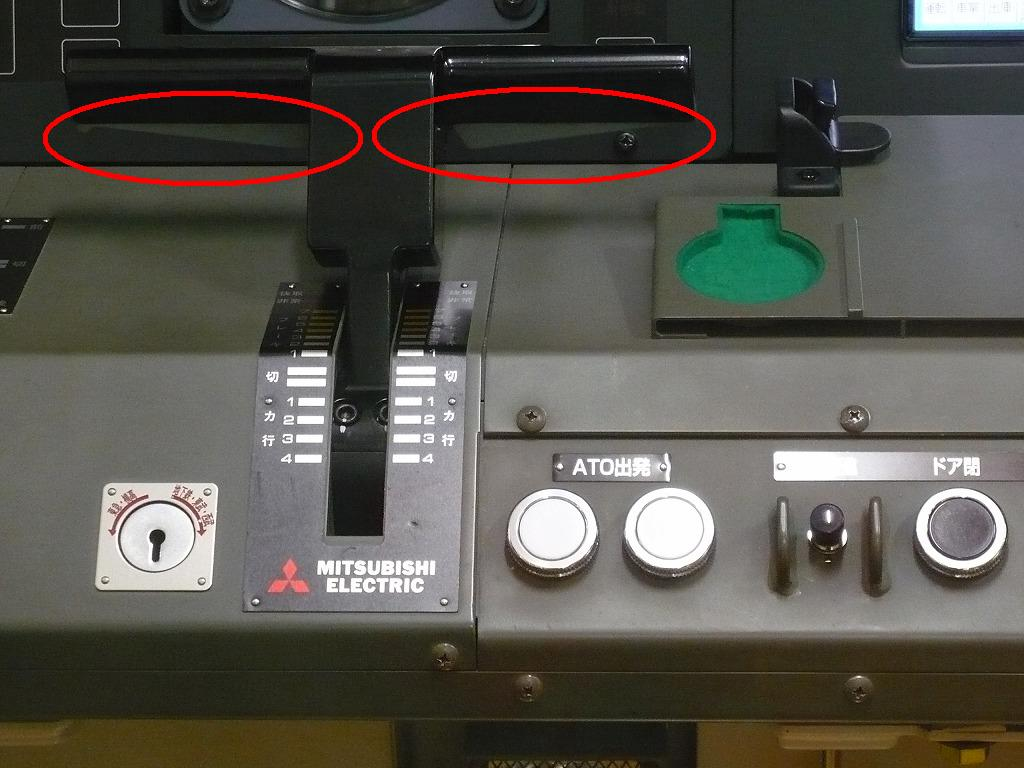
東京地下鐵10000系的主控桿（紅圈部分就是驾驶失知制动裝置的按鈕）

驾驶失知制动裝置是一種鐵路安全裝置，用來避免列車駕駛失去知覺導致列車失去控制，而此目的亦是裝置命名的由來。
驾驶失知制动裝置有多種設計，大都是一些需要駕駛員改變姿勢去操作的裝置，或是駕駛員失去知覺後不能操作的裝置。例如採用不使用時能自動跳回原位（停止加速、制動全開）的主控桿，在主控桿上安裝需要長期或按時按下的按鈕，以及在駕駛台上主控桿以外的地方設置按鈕或安裝踏板等。

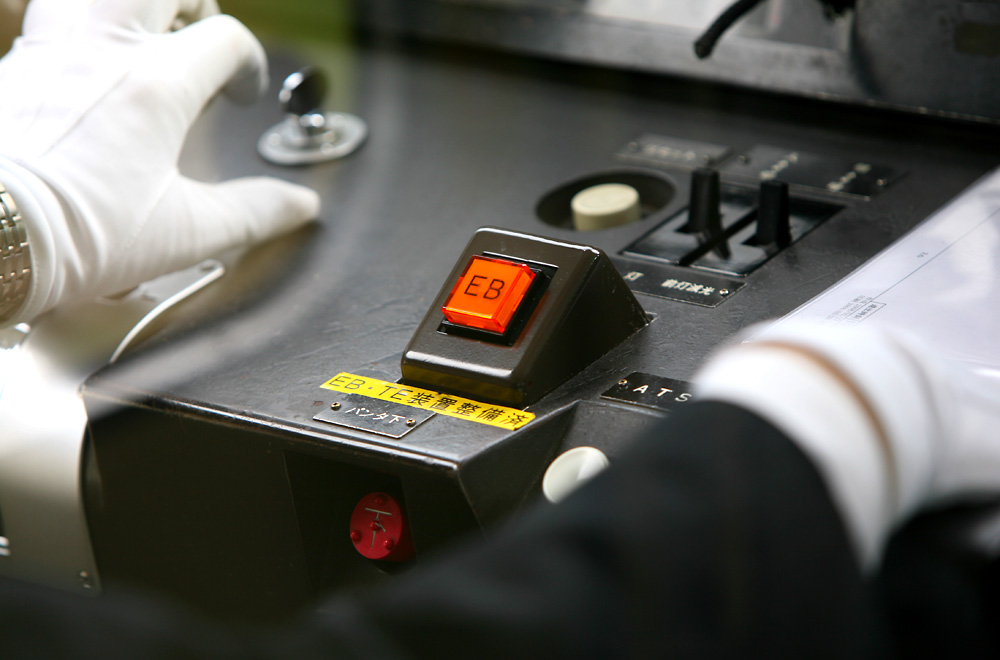
在日本列車駕駛台上的緊急列車停止裝置（Emergency Brake，EB）按鈕為驾驶失知制动裝置的一種。
（JR西日本221系電車）

當列車駕駛員在駕駛列車行進一段時間後，驾驶失知制动裝置會發出警告聲響，要求駕駛員操作該裝置。若列車駕駛員因本身忽略、睡著，或因發生疾病並失去知覺等其他因素，而沒有操作該裝置時，列車便會緊急停止或改由行控中心控制，以維護運行安全。